# یوشو (خوسف)
یوشو یک منطقهٔ مسکونی در ایران است که در دهستان جلگه ماژان واقع شده‌است. براساس سرشماری مرکز آمار ایران در سال ۱۳۹۵، یوشو ۱۳ نفر جمعیت دارد.